# Zespół Froina

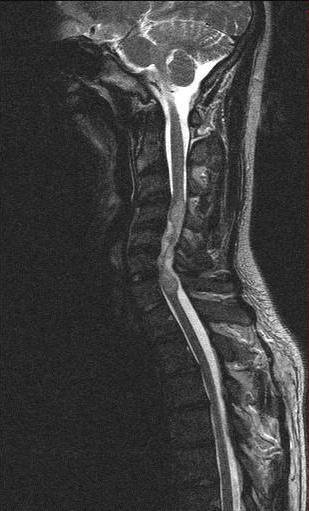
Wyściółczak odcinka szyjnego kręgosłupa całkowicie zasłaniający kanał kręgowy

Zespół Froina – w badaniu płynu mózgowo-rdzeniowego, współistnienie ksantochromii, wysokiego poziomu białka i braku pleocytozy. Występuje w bloku przepływu płynu mózgowo-rdzeniowego, wywołanym np. przez guz rdzenia ("zastoinowy płyn mózgowo-rdzeniowy"). 
Zespół opisał Georges Froin w 1903 roku.